# Сіанські чаші

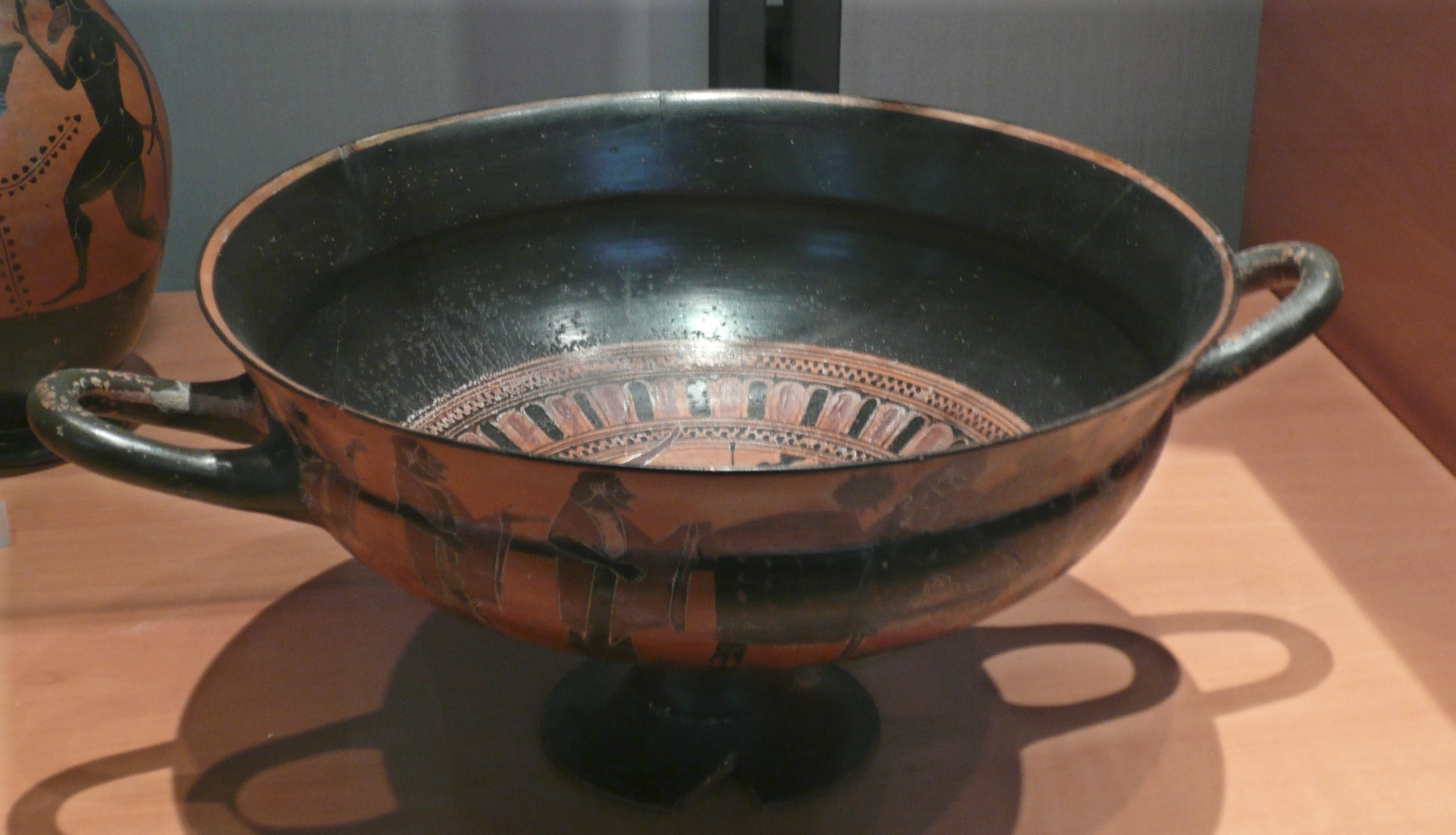
Аттична Сіанська чаша із типовим широким увігнутим верхнім краєм та розписом як зовнішньої, так і внутрішньої поверхні вази. Зовнішній розпис виконаний у техніці «перекривання». Вазописець C, Музей археології Середземномор'я, Марсель

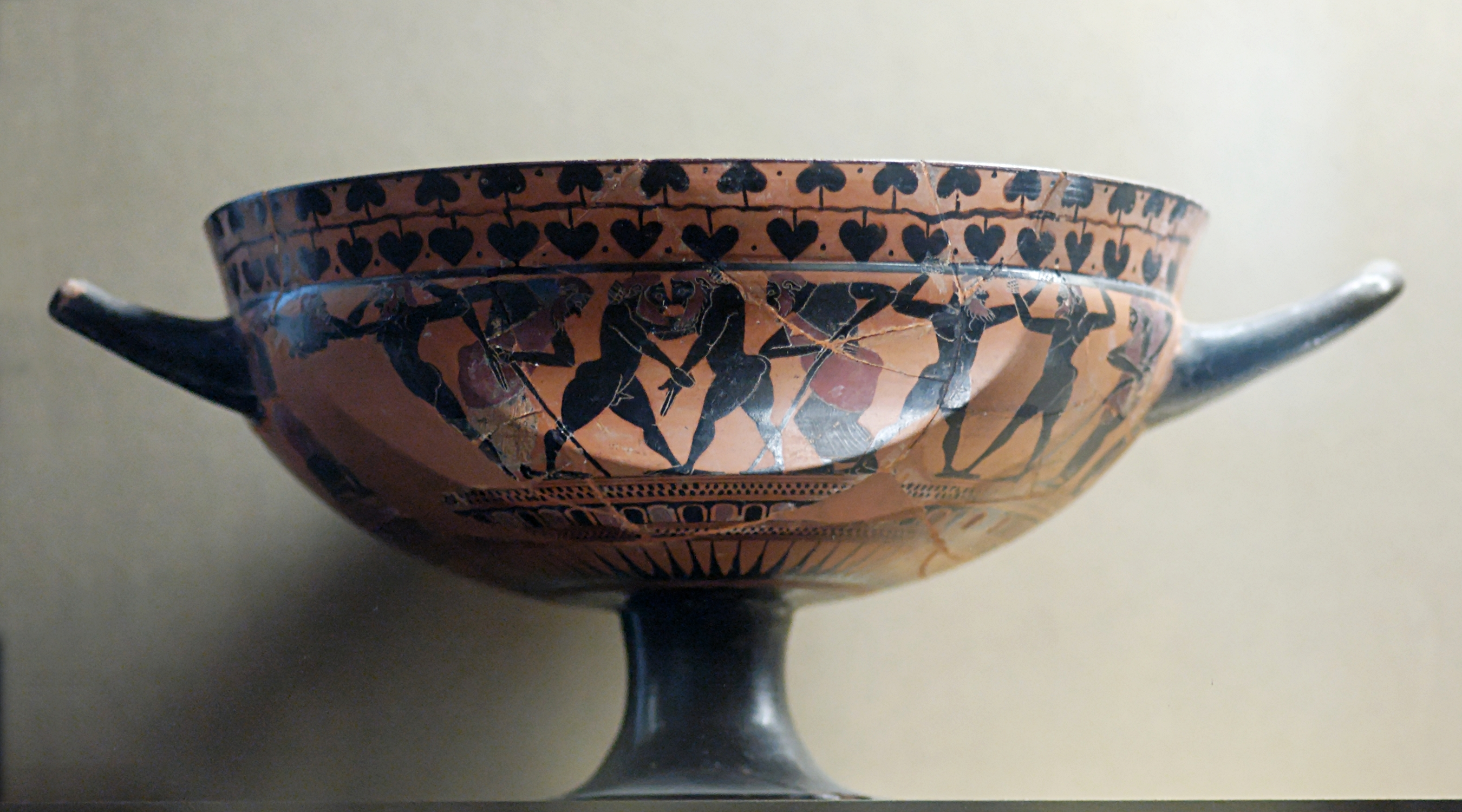
Сіанська чаша із розписом у «дворегістровій» манері манері, Гейдельберзький вазописець, Лувр, Париж

Сіанські чаші — умовна назва найпоширенішого типу давньогрецьких ваз другої чверті VI століття до н. е.. Перші дві знахідки ваз даного типу здійснені археологами поблизу містечка Сіана на острові Родос, за іменем якого Сіанські чаші отримали свою назву. Термін Сіанські чаші запропонували дослідники класики Джон Бізлі та Гамфрі Пейн у 1929 році.

## Особливості форми
Сіанські чаші стали подальшим розвитком форми Чаш комастів, які у свою чергу є різновидом традиційного кілікса з увігнутим верхнім краєм чаші та конусопобідною ніжкою. Сіанські чаші відрізняються від Чаш комастів пропорціями: і ніжка, і верхній край більші. Встановлено й інші відмінності, найголовніше з них те, що Сіанські чаші розписувалисьне тільки ззовні, але й часто всередині. Саме в період Сіанських чаш усталилась традиція розписних тондо, яка тривала в давньогрецькому вазописі понад 200 років. Втім розписні тондо Сіанських чаш не були найпершими в Аттиці. Про це свідчать лекана Вазописця KX та ще більш ранні роботи Вазописця Несса з горгонейонами. Навіть деякі коринфські вази мали горгонейони. Проте тільки з другої чверті VI століття до н. е. розписні тондо стають надзвичайно популярними і виконувалися у цілих серіях ваз. Початково композицію тондо здебільшого складала людська фігура у швидкому русі або також одинична фігура тварини, лева, сфінкса, сирени або півня. З часом все частіше зображувались дві фігури.

## Розпис
Дослідниками визначено дві манери вазописного оздоблення зовнішніх поверхонь сіанських чаш, умовно названі «спосіб перекривання» (англ. overlap) та «дворегістровий спосіб» (англ. double-decker). Останній спосіб природнішій і передбачає поділ розпису на дві горизонтальні зони: перша охоплює широкий увігнутий верхній край чаші, другий — решта поверхні корпусу вази. Проте не менш часто зустрічаються вази, розпис яких вкриває одночасно і верхній край, і корпус чаші, ніби перекриваючи їх. Це «спосіб перекривання», який дозволяв вазописцю зображувати фігури не такими дрібними. Хоча деякі майтри надто захоплювались перекриванням, звикали до нього, що призводило до спотворення композиції.
Провідними вазописцями Сіанських чаш вважаються анонімні Вазописець C (літера C походить від слова англ. Corinthianizing, оскільки на роботах майстра відчувається сильний вплив коринфського стилю, він вважається найпершим майстром, прихильним до форми Сіанських чаш), а також Гейдельберзький вазописець, який власне і ввів традицію розписних тондо (названий так за іменною вазою, що зберігається нині у німецькому місті Гейдельберг. Авторству Гейдельберзького вазописця присипується близько 60 сіанських чаш, збережених повністю або фрагментарно.